# Licòsids
Els licòsids (Lycosidae) són una família d'aranyes araneomorfes. Fou descrita per primera vegada per C. J. Sundevall l'any 1833.
A l'Europa mediterrània anomenen "taràntules" les espècies més grosses d'aquesta família. Les aranyes més grans d'Europa (fins a 30 mm) són licòsids, però també tenen membres molt petits, d'uns 3 mm. Tenen potes i quelícers robusts, essent el quart parell de potes el més llarg. Dos dels seus vuit ulls són relativament grans i frontals.

## Aranyes llop
Lycos és una paraula grega que significa "llop" i en molts idiomes, com l'anglès, s'ha adoptat l'expressió aranyes llop (wolf spiders) com a denominació popular dels Lycosidae. En realitat, seguint la norma, el nom de la família deriva d'un dels seus gèneres més habituals, el gènere Lycosa. El seu nom pot fer referència a la seva manera de caçar, que és perseguint a les preses i capturant-les a la carrera, a diferència d'altres aranyes que usen els fils de seda.
El seu bon sentit de la vista els serveix per a la captura de les preses i l'exhibició de seducció del mascle; tenen una bona visió, tot i que no tan bona com la dels saltícids. Molt curiosament tenen dos ulls posteriors, de gran talla, que estan disposats per tal de mirar cap endavant.
La seva distribució geogràfica és molt ampla, i es poden trobant en una gran diversitat d'hàbitats.

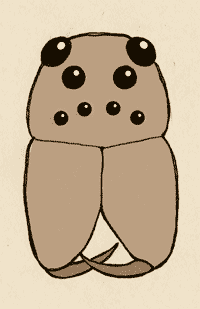
Disposició dels ulls d'un licòsid

## El nom de taràntula
Entre els Lycosidae, cal citar la Lycosa tarentula, situada a la regió de Tàrent, però també per tota la mediterrània. La seva picada o mossegada era considerada tan greu que calia organitzar una tarantel·la, una dansa napolitana de moviment frenètic que es ballava al sud d'Itàlia ja en el segle xiv, per tal d'aconseguir la guarició de la persona.
Se sap avui que els rars casos de picades de taràntula no són perillosos, amb un dolor similar a la picada d'una vespa. Existeixen tanmateix algunes espècies a Amèrica del Sud del qual la picada pot deixar cicatriu, ja que el seu verí és necrosant.

## Comportament

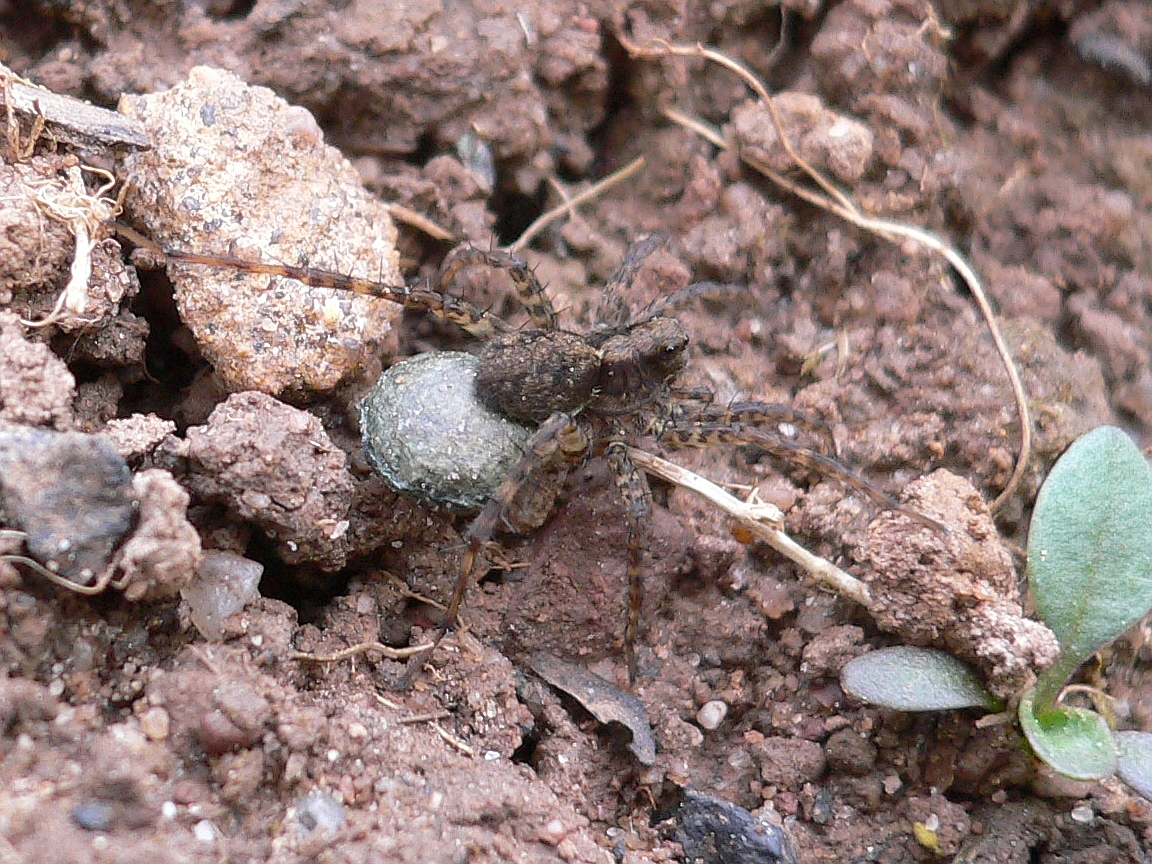
Femella de Pardosa sp. portant el seu sac d'ous.

Són aranyes errants, que excaven petites galeries verticals o ocupen esquerdes naturals des de les quals esperen les seves preses, la presència de les quals detecten per les vibracions del terra. Les del gènere pirata habiten ambients humits i són capaces de córrer sobre l'aigua o submergir-s'hi per escapar dels predadors.
Habitualment no fabriquen una teranyina, llevat de membres dels gèneres Sosippus, Aglaoctenus i Diapontia (Amèrica del Sud), però algunes el que si fan és entapissar amb seda els seus refugis.
Els mascles fan la cort a les femelles amb moviments rítmics dels seus palps i aixecant les potes del davant. Una vegada la femella l'ha acceptat, el mascle es col·loca sobre el cefalotòrax de la femella i la fecunda amb els seus palps carregats d'esperma.
Les femelles fabriquen per guardar els ous un sac esfèric que porten penjant de l'extrem posterior i inferior de l'abdomen. Quan els ous fan eclosió, porten les cries sobre l'abdomen fins que realitzen la seva primera muda. En alguns casos s'ha observat que les femelles exposen el sac d'ous al sol.

## Sistemàtica

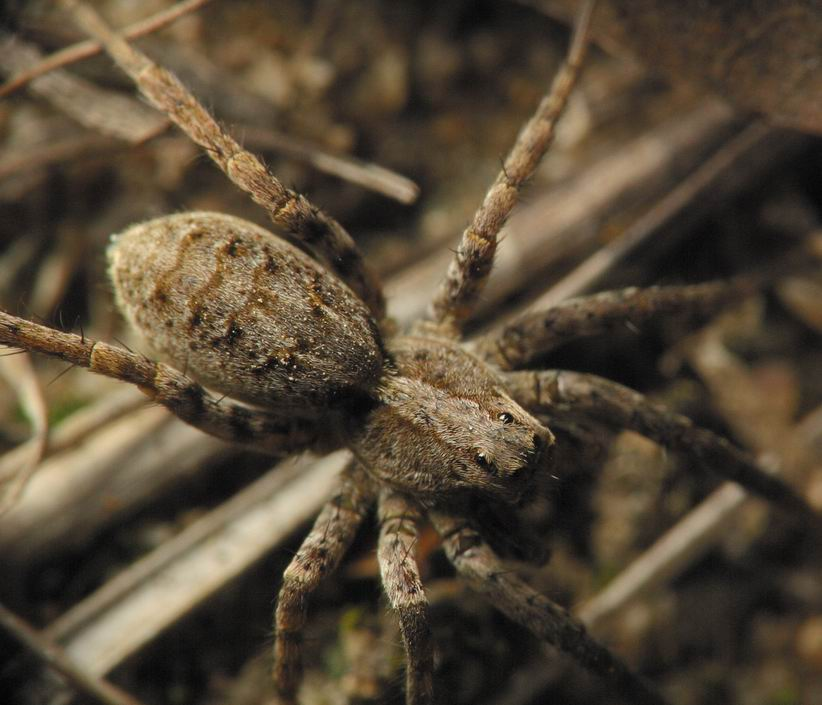
Arctosa sp.

Segons el World Spider Catalog amb data de 10 d'abril de 2019, aquesta família té reconeguts 124 gèneres i 2.443 espècies.
- Acantholycosa Dahl, 1908
- Adelocosa Gertsch, 1973
- Agalenocosa Mello-Leitão, 1944
- Aglaoctenus Tullgren, 1905
- Algidus Simon, 1898
- Allocosa Banks, 1900
- Allotrochosina Roewer, 1960
- Alopecosa Simon, 1885
- Amblyothele Simon, 1910
- Anomalomma Simon, 1890
- Anomalosa Roewer, 1960
- Anoteropsis L. Koch, 1878
- Arctosa C. L. Koch, 1847
- Arctosippa Roewer, 1960
- Arctosomma Roewer, 1960
- Artoria Thorell, 1877
- Artoriellula Roewer, 1960
- Artoriopsis Framenau, 2007
- Aulonia C. L. Koch, 1847
- Auloniella Roewer, 1960
- Birabenia Mello-Leitão, 1941
- Bogdocosa Ponomarev & Belosludtsev, 2008
- Brevilabus Strand, 1908
- Bristowiella Saaristo, 1980
- Camptocosa Dondale, Jiménez & Nieto, 2005
- Caporiaccosa Roewer, 1960
- Caspicosa Ponomarev, 2007
- Costacosa Framenau & Leung, 2013
- Crocodilosa Caporiacco, 1947
- Cynosa Caporiacco, 1933
- Dejerosa Roewer, 1960
- Deliriosa Kovblyuk, 2009
- Diahogna Roewer, 1960
- Diapontia Keyserling, 1877
- Dingosa Roewer, 1955
- Dolocosa Roewer, 1960
- Donacosa Alderweireldt & Jocqué, 1991
- Dorjulopirata Buchar, 1997
- Draposa Kronestedt, 2010
- Dzhungarocosa Fomichev & Marusik, 2017
- Edenticosa Roewer, 1960
- Evippa Simon, 1882
- Evippomma Roewer, 1959
- Foveosa Russell-Smith, Alderweireldt & Jocqué, 2007
- Geolycosa Montgomery, 1904
- Gladicosa Brady, 1987
- Gnatholycosa Mello-Leitão, 1940
- Gulocosa Marusik, Omelko & Koponen, 2015
- Hesperocosa Gertsch & Wallace, 1937
- Hippasa Simon, 1885
- Hippasella Mello-Leitão, 1944
- Hoggicosa Roewer, 1960
- Hogna Simon, 1885
- Hognoides Roewer, 1960
- Hyaenosa Caporiacco, 1940
- Hygrolycosa Dahl, 1908
- Kangarosa Framenau, 2010
- Katableps Jocqué, Russell-Smith & Alderweireldt, 2011
- Knoelle Framenau, 2006
- Lobizon Piacentini & Grismado, 2009
- Loculla Simon, 1910
- Lycosa Latreille, 1804
- Lycosella Thorell, 1890
- Lysania Thorell, 1890
- Mainosa Framenau, 2006
- Malimbosa Roewer, 1960
- Margonia Hippa & Lehtinen, 1983
- Megarctosa Caporiacco, 1948
- Melecosa Marusik, Omelko & Koponen, 2015
- Melocosa Gertsch, 1937
- Minicosa Alderweireldt & Jocqué, 2007
- Molitorosa Roewer, 1960
- Mongolicosa Marusik, Azarkina & Koponen, 2004
- Mustelicosa Roewer, 1960
- Navira Piacentini & Grismado, 2009
- Notocosa Vink, 2002
- Nukuhiva Berland, 1935
- Oculicosa Zyuzin, 1993
- Ocyale Audouin, 1826
- Orinocosa Chamberlin, 1916
- Ovia Sankaran, Malamel & Sebastian, 2017
- Paratrochosina Roewer, 1960
- Pardosa C. L. Koch, 1847
- Pardosella Caporiacco, 1939
- Passiena Thorell, 1890
- Pavocosa Roewer, 1960
- Phonophilus Ehrenberg, 1831
- Pirata Sundevall, 1833
- Piratula Roewer, 1960
- Portacosa Framenau, 2017
- Proevippa Purcell, 1903
- Prolycosides Mello-Leitão, 1942
- Pseudevippa Simon, 1910
- Pterartoria Purcell, 1903
- Pyrenecosa Marusik, Azarkina & Koponen, 2004
- Rabidosa Roewer, 1960
- Satta Lehtinen & Hippa, 1979
- Schizocosa Chamberlin, 1904
- Shapna Hippa & Lehtinen, 1983
- Sibirocosa Marusik, Azarkina & Koponen, 2004
- Sosippus Simon, 1888
- Syroloma Simon, 1900
- Tapetosa Framenau, Main, Harvey & Waldock, 2009
- Tasmanicosa Roewer, 1959
- Tetralycosa Roewer, 1960
- Tigrosa Brady, 2012
- Trabea Simon, 1876
- Trabeops Roewer, 1959
- Trebacosa Dondale & Redner, 1981
- Tricassa Simon, 1910
- Trochosa C. L. Koch, 1847
- Trochosippa Roewer, 1960
- Tuberculosa Framenau & Yoo, 2006
- Varacosa Chamberlin & Ivie, 1942
- Venator Hogg, 1900
- Venatrix Roewer, 1960
- Venonia Thorell, 1894
- Vesubia Simon, 1910
- Wadicosa Zyuzin, 1985
- Xerolycosa Dahl, 1908
- Zantheres Thorell, 1887
- Zenonina Simon, 1898
- Zoica Simon, 1898
- Zyuzicosa Logunov, 2010

### Fòssils
Segons el World Spider Catalog versió 19.0 (2018), existeix el següent gènere fòssil:
- †Dryadia Zhang, Sun & Zhang, 1994

### Superfamília Lycosoidea
Els licòsids havien format part dels licosoïdeus (Lycosoidea), una superfamília constituïda per dotze famílies, entre les quals cal destacar pel seu nombre d'espècies (amb data de 2006): els licòsids (2.304), els ctènids (458), els oxiòpids (419) i els pisàurids (328). Les aranyes, tradicionalment, havien estat classificades en famílies que van ser agrupades en superfamílies. Quan es van aplicar anàlisis més rigorosos, com la cladística, es va fer evident que la major part de les principals agrupacions utilitzades durant el segle xx no eren compatibles amb les noves dades. Actualment, els llistats d'aranyes, com ara el World Spider Catalog, ja ignoren la classificació de superfamílies.

## Galeria d'imatges

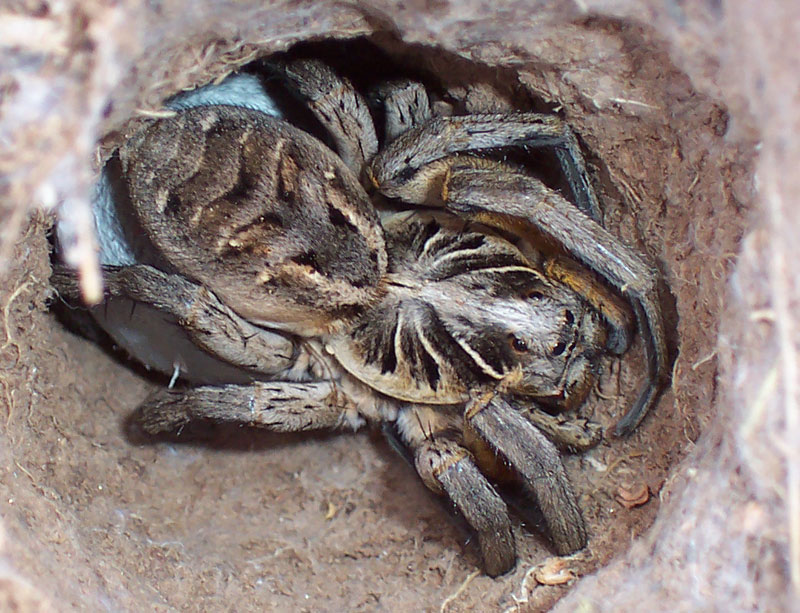
Vista superior d'un licòsid
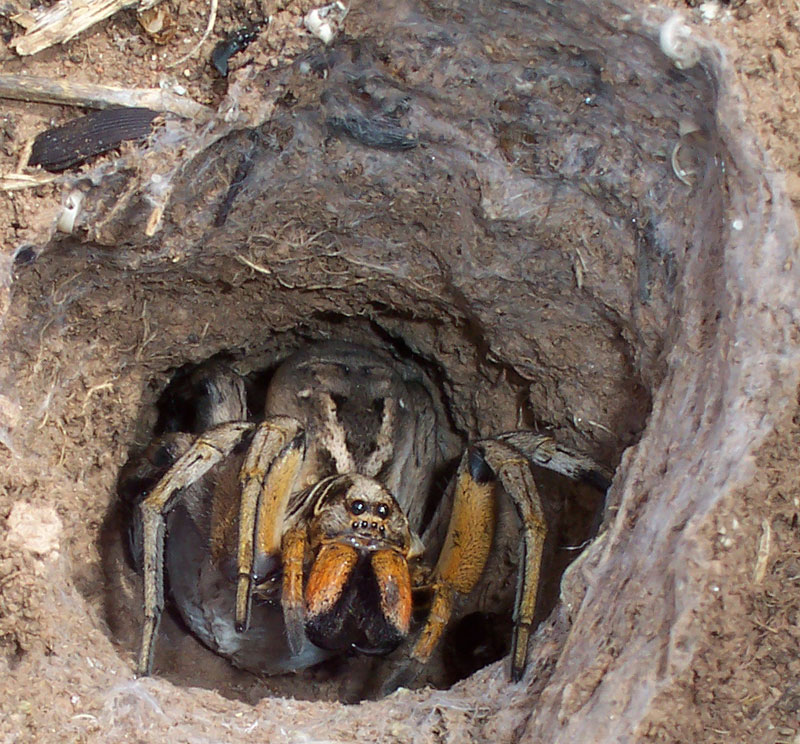
Túnel de seda d'un licòsid
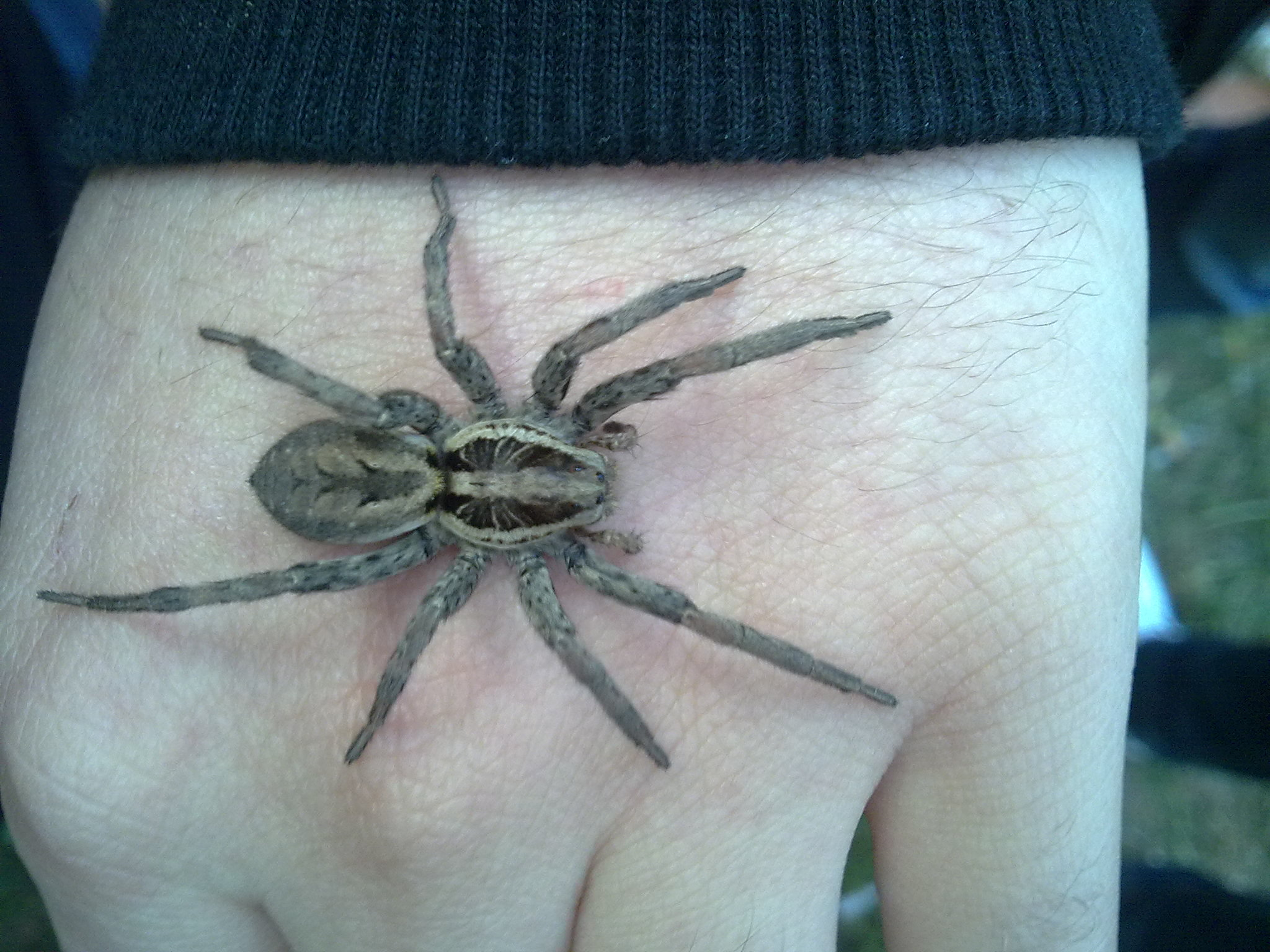
Zoropsis spinimana
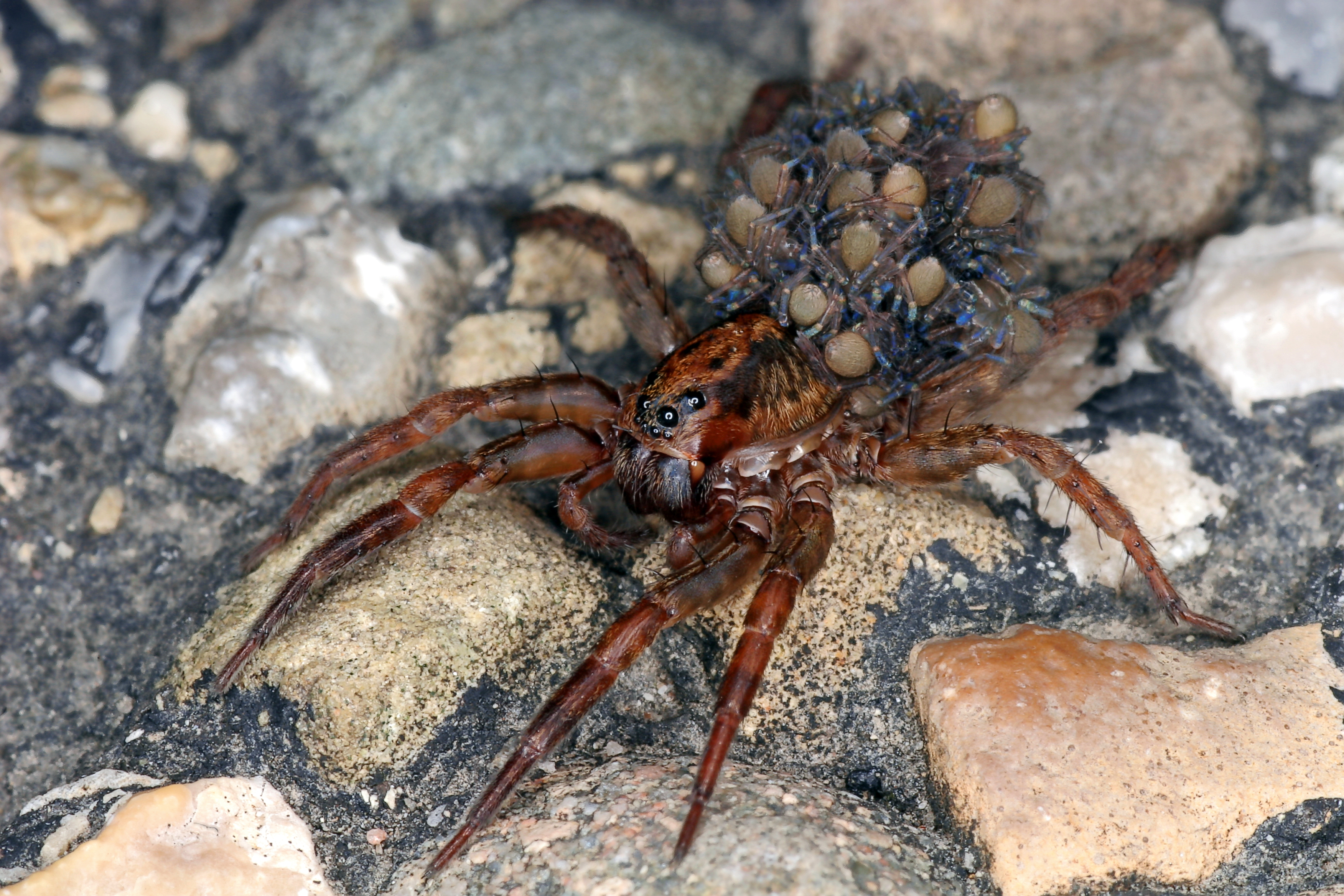
Femella de licòsid amb les cries sobre l'abdomen
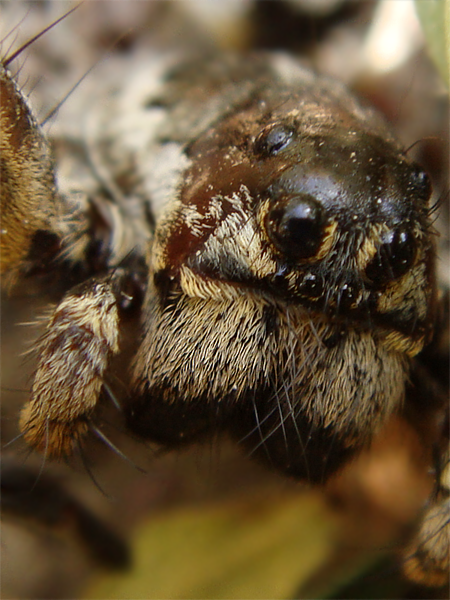
Lycosa tarantula